# Tadeusz Golik
Tadeusz Golik (ur. 31 sierpnia 1952 w Różynie) – polski sztangista, wicemistrz świata, brązowy medalista mistrzostw Europy oraz sześciokrotny mistrz Polski.

## Kariera sportowa
Był zawodnikiem Odry Opole, w której trenował go Ryszard Szewczyk. Jego największym sukcesem w karierze był srebrny medal wywalczony na mistrzostwach świata w Gettysburgu w 1978 roku. W kategorii 52 kg (waga musza) uzyskał tam wynik 237,5 kg (105 kg + 132,5 kg). W tej samej kategorii wagowej spalił wszystkie próby w podrzucie podczas mistrzostw świata w Södertälje w 1985 r. Startował także w wadze koguciej na: MŚ w Stuttgarcie (1977), gdzie spalił podrzut, MŚ w Salonikach (1979), gdzie nie podszedł do podrzutu z powodu kontuzji oraz MŚ w Lublanie (1982), zajmując czwarte miejsce wynikiem 262,5 kg (115 kg +147,5 kg). W 1982 roku wywalczył brązowy medal podczas mistrzostw Europy w Lublanie. Ponadto w wadze muszej na mistrzostwach Europy w Stuttgarcie (1977) spalił podrzut, na ME w Warnie w 1979 r. zajął czwarte miejsce.
Był mistrzem Polski w 1976, 1978, 1979, 1980, 1982 i 1983 (kat. 56 kg), a ponadto wicemistrzem Polski w 1985 (60 kg) i brązowym medalistą mistrzostw Polski w 1975, 1977 (kat. 56 kg) oraz 1984 (60 kg).